# 門羅湖 (佛羅里達州)
門羅湖（英語：Lake Monroe）是位於美國佛羅里達州塞米諾爾縣的一個非建制地區。該地的面積和人口皆未知。

## 地理
門羅湖的座標為28°49′29″N 81°19′37″W / 28.82472°N 81.32694°W，而該地的平均海拔高度為4米（即13英尺）。